# Deepsea Challenger

DCV1

Deepsea Challenger (DCV 1) là một tàu lặn 7,3 m, được thiết kế để đạt được đáy của vực thẳm Challenger, điểm sâu nhất được biết đến trên Trái Đất. Ngày 25 tháng 3 năm 2012, đạo diễn phim Canada James Cameron đã thí điểm thực hoàn thành thành mục tiêu này, trở thành người đầu tiên trong lịch sử để thực hiện chuyến thám hiểm như vậy một mình. Được đóng tại Sydney, Úc theo công ty nghiên cứu và thiết kế Acheron Project Pty Ltd, Challenger Deepsea bao gồm thiết bị lấy mẫu khoa học và máy ảnh 3-D độ nét cao, và đạt điểm sâu nhất của đại dương sau khi khoảng hai giờ đồng hồ từ khi bắt đầu lặn từ mặt biển.
Tàu lặn Challenger đã bí mật được đóng tại Úc, cộng tác với Hội địa lý Quốc gia Hoa Kỳ và với sự hỗ trợ của Rolex. Tham gia nghiên cứu và phát triển của nghề thủ công và nhiệm vụ bao gồm Viện Hải dương Scripps, Phòng thí nghiệm Jet Propulsion và Đại học Hawaii. 
Tàu lặn này có hình một quả cầu hoa tiêu 1,1 mét, đủ lớn cho 1 người ngồi. Quả cầu, với các thành thép dày 6,4 cm, đã được thử nghiệm khả năng chịu được các yêu cầu 16.500 pound trên inch vuông (114.000 kPa) áp lực trong một buồng áp suất tại Đại học Tiểu bang Pennsylvania. 